# Wapixana
I Wapixana  sono un gruppo etnico della Guyana, del Brasile e del Venezuela che ha una popolazione stimata in circa 13.000 individui (2008).

## Lingua
Parlano la lingua Wapixana (codice ISO 639: WAP) che appartiene alla famiglia linguistica Arawak. Le comunità che vivono a ridosso delle città sono bilingue e parlano anche il portoghese, mentre le comunità più isolate che vivono nella malocas (capanne) sono per lo più monolingue e parlano solo il wapixana. Il 30% dei Wapixana può parlare anche il Makuxi o il Taurepang, entrambe lingue facenti parte della famiglia Carib.

## Insediamenti
Vivono nelle regioni a sud-ovest della Guyana, ai piedi dei monti Kanuku, a nord-ovest del gruppo dei Waiwai, nello stato brasiliano di Roraima e in Venezuela. Occupano la valle del Tacutu insieme ai Makuxi e la regione fluviale tra i fiumi Branco e Rupununi alla frontiera tra Brasile e Guyana.

## Storia
Abitanti di una zona di frontiera tra la Guyana e il Brasile, i Wapixana hanno subito un doppio processo di colonizzazione del XVIII secolo in poi: dai portoghesi che spingevano a nord attraverso le valli amazzoniche e dagli olandesi. Tuttavia, dopo il trasferimento della Guyana agli inglesi a seguito delle guerre napoleoniche, la colonia è rimasta in una situazione relativamente pacifica per lungo tempo. Nel corso del XIX secolo, le amministrazioni inglesi usufruirono di indios locali per le coltivazioni di canna da zucchero al posto degli africani nei territori circostanti il fiume Rupununi e il fiume Branco. Secondo il cronista Lobo D'Almada (1861), i Wapixana occuparono gli altipiani verdi del fiume Mau.
Tra la fine del XIX secolo e l'inizio del XX, la colonizzazione non militare delle pianure intorno ai fiumi Branco e Rupununi portò alla occupazione del territorio Wapishana, insieme alla loro assunzione sistematica come forza lavoro nelle fattorie dei brasiliani e dei britannici.